# Жана Френска
Жана Френска (1464 – 1505) е френска благородничка и християнска Светица.

## Биография
Тя е дъщеря на крал Луи XI и Шарлот Савойска.
На 12-годишна възраст баща ѝ я омъжва за нейния братовчед Луи Орлеански (бъдещият Луи XII), надявайки се да нанесе удар върху Орлеанския род, който е директна заплаха за трона. Жана е недъгава и целта е Луи да не може да има деца от този брак. Намерението на Луи XI обаче се проваля, тъй като след неговата смърт синът му Шарл VIII загива млад и не оставя мъжки наследник, което довежда до коронацията на единствения възможен претендент, а именно – Луи XII. Веднага след като става крал, последният се отървава от брака си с Жана чрез анулирането му от папата с претекста, че бракът не е бил консумиран. Веднага след това Луи се жени за вдовицата на Шарл VIII Ана Бретанска съгласно една клауза в брачния договор между нея и Шарл, в която изрично е посочено, че в случай на смърт на съпруга ѝ и ако той не е оставил мъжко потомство, Ана е длъжна да се омъжи за наследника му на трона.
Жана Френска като компенсация получава титлата херцогиня на Бери и основава в Бурж монашески орден. На 28 май 1950 г., 445 г. след нейната смърт, тя е канонизирана от папа Пий XII.